# Liste des communes françaises de Loir-et-Cher ayant changé de nom au cours de la Révolution
Pour un article plus général, voir Liste des communes françaises ayant changé de nom au cours de la Révolution.
Cet article présente la liste des communes françaises de Loir-et-Cher ayant changé de nom au cours de la Révolution.

## Loir-et-Cher
| Commune                                                                       | Nom révolutionnaire                     | Notice Ehess-Cassini |
| ----------------------------------------------------------------------------- | --------------------------------------- | -------------------- |
| Brévainville                                                                  | Brévain-Commune                         | no 5850              |
| Chambord                                                                      | Bordchamp                               | no 7797              |
| Chapelle-Enchérie (La)                                                        | Bois-Chéri                              | no 8236              |
| Chapelle-Montmartin (La)                                                      | Montmartin                              | no 8289              |
| Chapelle-Vendômoise (La)                                                      | Le Temple-Vendômois                     | no 8357              |
| Châteauvieux                                                                  | Vieux-Logis                             | no 8722              |
| Chaussée-Saint-Victor (La)                                                    | Victoire                                | no 8948              |
| Chaussée-Saint-Victor (La)                                                    | Victor                                  | no 8948              |
| Chaussée-Saint-Victor (La)                                                    | Victor-la-Chaussée                      | no 8948              |
| Coulanges                                                                     | Cou-sans-Culotte                        | no 10521             |
| Ferté-Saint-Aignan (La) (devenue La Ferté-Saint-Cyr)                          | La Ferté-aux-Oignons                    | no 13772             |
| Françay                                                                       | Gaulois                                 | no 14583             |
| Montrichard                                                                   | Montégalité                             | no 23834             |
| Querhoent                                                                     | Montoire (devenue Montoire-sur-le-Loir) | no 23710             |
| Saint-Aignan                                                                  | Carismont                               | no 30258             |
| Saint-Amand (devenue Saint-Amand-Longpré)                                     | Riche-Amand                             | no 30303             |
| Saint-Arnoult                                                                 | Arnoultval                              | no 30478             |
| Saint-Bohaire                                                                 | Bienbohaire                             | no 30722             |
| Saint-Bohaire                                                                 | Bienboire                               | no 30722             |
| Saint-Bohaire                                                                 | Bohaire                                 | no 30722             |
| Saint-Claude (devenue Saint-Claude-de-Diray)                                  | Claude                                  | no 30975             |
| Saint-Claude (devenue Saint-Claude-de-Diray)                                  | Diray-la-Montagne                       | no 30975             |
| Saint-Claude (devenue Saint-Claude-de-Diray)                                  | Diray-Moret                             | no 30975             |
| Saint-Claude (devenue Saint-Claude-de-Diray)                                  | Morest-la-Montagne                      | no 30975             |
| Saint-Claude-Froidmentel (réunie à Brévainville)                              | Mont-Mentel                             | no 30978             |
| Saint-Cyr-du-Gault                                                            | Cinq-Bougies                            | no 31098             |
| Saint-Cyr-Semblecy (réunie à La Ferté-Saint-Cyr)                              | Cyr-en-Sologne                          | no 31111             |
| Saint-Cyr-Semblecy (réunie à La Ferté-Saint-Cyr)                              | Semblecy                                | no 31111             |
| Saint-Denis (devenue Saint-Denis-sur-Loire)                                   | Franciade-sur-Loire                     | no 31130             |
| Saint-Dyé (devenue Saint-Dyé-sur-Loire)                                       | Dié                                     | no 31210             |
| Saint-Dyé (devenue Saint-Dyé-sur-Loire)                                       | Dié-sur-Loire                           | no 31210             |
| Saint-Firmin (devenue Saint-Firmin-des-Prés)                                  | Prés-Firmin                             | no 31762             |
| Saint-Georges (devenue Saint-Georges-sur-Cher)                                | Albion-sur-Cher                         | no 31922             |
| Saint-Gervais (devenue Saint-Gervais-la-Forêt)                                | Bonne-Crême                             | no 32148             |
| Saint-Gervais (devenue Saint-Gervais-la-Forêt)                                | Gervais-sur-Cosson                      | no 32148             |
| Saint-Gourgon                                                                 | Gourgon-la-Plaine                       | no 32209             |
| Saint-Hilaire-la-Gravelle                                                     | Bois-Hilaire                            | no 32319             |
| Saint-Jacques-des-Guérets                                                     | Les Guérets                             | no 32391             |
| Saint-Jean-Froidmentel                                                        | Aqua-Mentel                             | no 32556             |
| Saint-Julien-de-Chédon                                                        | Chien-de-Chedon                         | no 32639             |
| Saint-Julien-sur-Cher                                                         | Montjulien                              | no 32643             |
| Saint-Laurent-des-Bois                                                        | Laurent-des-Bois                        |                      |
| Saint-Laurent-des-Eaux (devenue Saint-Laurent-Nouan)                          | Briou-sur-Ime                           | no 32863             |
| Saint-Loup                                                                    | Montauloup                              | no 33014             |
| Saint-Lubin-des-Prés (réunie à Fréteval)                                      | Prés-Lubin                              | no 33051             |
| Saint-Lubin-en-Vergonnois                                                     | Lubin                                   | no 33046             |
| Saint-Martin-des-Bois                                                         | Bois-Martin                             | no 33244             |
| Saint-Ouen                                                                    | Fondouen                                | no 33880             |
| Saint-Pierre (réunie à Saint-Martin-des-Bois)                                 | Bois-Pierre                             | no 34076             |
| Saint-Quentin (devenue Saint-Quentin-lès-Trôo, réunie à Montoire-sur-le-Loir) | Prés-Quentin                            | no 34342             |
| Saint-Rimay                                                                   | Fond-Rimay                              | no 34444             |
| Saint-Romain (devenue Saint-Romain-sur-Cher)                                  | Brutus                                  | no 34466             |
| Saint-Secondin (intégrée à Valencisse)                                        | Molineuf                                | no 34611             |
| Saint-Sulpice (devenue Saint-Sulpice-de-Pommeray)                             | Sulpice                                 | no 34728             |
| Saint-Sulpice (devenue Saint-Sulpice-de-Pommeray)                             | Suplice                                 | no 34728             |
| Sainte-Anne                                                                   | Hautbourg                               | —                    |
| Sainte-Gemmes                                                                 | Gentlibre                               | no 31394             |
| Selles-Saint-Denis                                                            | Celles-sur-Saudre                       | no 35902             |
| Tour-en-Sologne                                                               | Baraque                                 | no 37829             |
| Vendôme                                                                       | Vendôme-Régénéré                        | no 39274             |
| Villavard                                                                     | Commune-Avare                           | no 40086             |
| Villebarou                                                                    | Commune-Barou                           | no 40109             |
| Villedieu-en-Beauce (devenue Villedieu-le-Château)                            | Commune-Être-Suprême                    | no 40155             |
| Villefrancœur                                                                 | Commune-Francœur                        | no 40209             |
| Villemardy                                                                    | Commune-Duodi                           | no 40250             |
| Villerable                                                                    | Commune-Rable                           | no 40407             |
| Villerbon                                                                     | Bonne-Commune                           | no 40410             |
| Villermain                                                                    | Bonnemain                               | no 40420             |
| Villiersfaux                                                                  | Fauxvilliers                            | no 40657             |